# Eucalyptococcus gisleni
Eucalyptococcus gisleni är en insektsart som först beskrevs av Ossiannilsson 1954.  Eucalyptococcus gisleni ingår i släktet Eucalyptococcus och familjen ullsköldlöss. Inga underarter finns listade i Catalogue of Life.